# Socialismo agrario
Il socialismo agrario è un'ideologia politica che combina uno stile di vita agrario con un sistema economico socialista.

## Descrizione
Rispetto ai sistemi socialisti standard che sono generalmente urbani / industriali e più progressisti in termini di orientamento sociale, molti movimenti socialisti agrari hanno avuto la tendenza ad essere rurali (con un'enfasi sul decentramento e su forme non statali di proprietà collettiva), focalizzati localmente e tradizionali.
L'enfasi dei socialisti agrari è quindi sul controllo sociale, sulla proprietà e sull'utilizzo della terra, piuttosto che su altri mezzi di produzione, o da parte dello stato nazionale.
Un movimento del XVII secolo chiamato i Diggers basava le proprie idee sul comunismo agrario.

## Tradizione populista russa e Partito Socialista Rivoluzionario

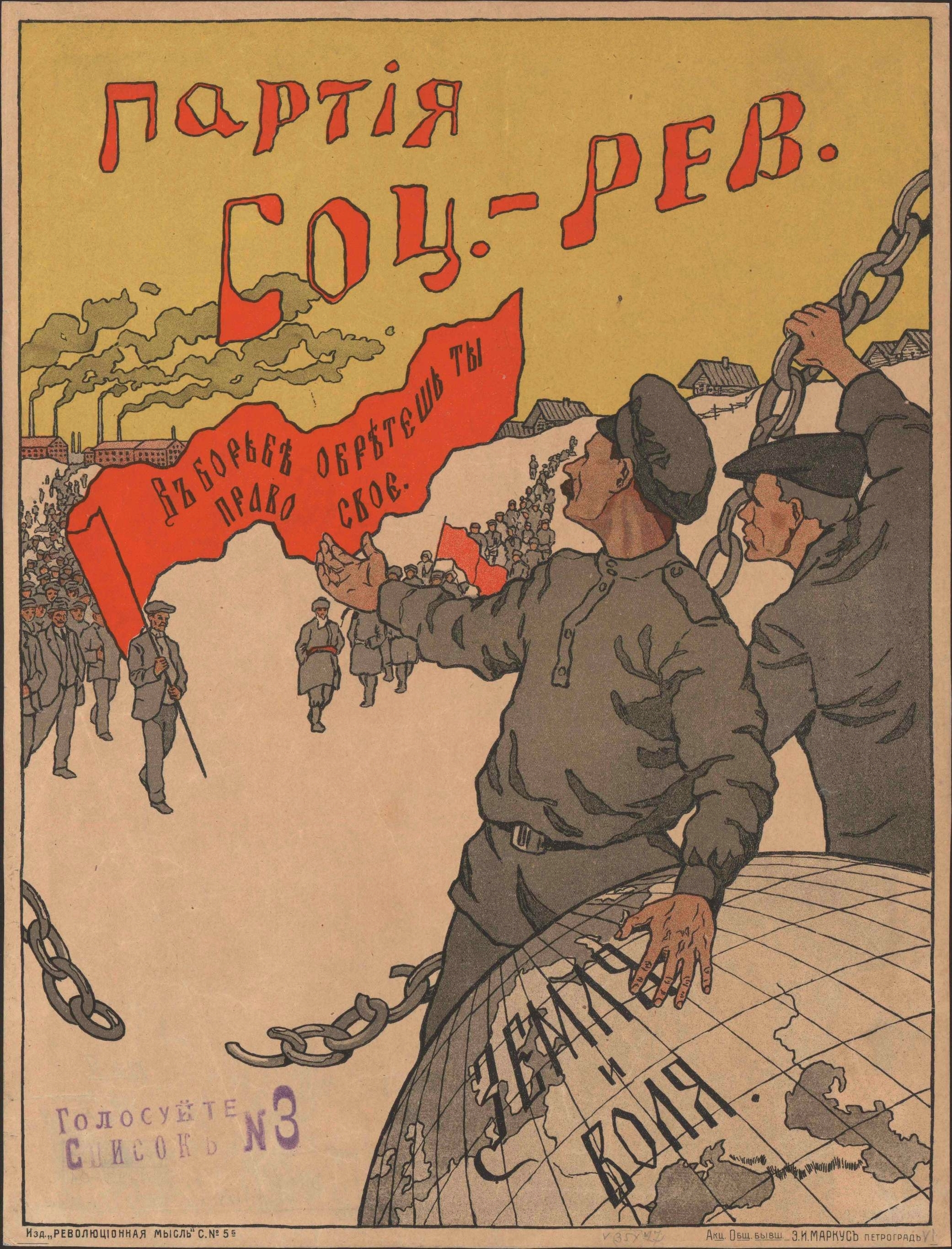
Manifesto elettorale socialista-rivoluzionario del 1917: la didascalia in rosso recita Партия Cоц.-рев.("Partito Soc.-riv."); lo stendardo reca il motto del partito В борьбе обретешь ты право свое ("Nella lotta ti prendi i tuoi diritti"); il globo porta lo slogan земля и воля ("terra e libertà") che esprime l'ideologia socialista agraria del partito, richiamandosi alle omonime organizzazioni politiche della seconda metà del XIX secolo

Il Partito Socialista Rivoluzionario è stato un importante partito politico nella Russia dell'inizio del XX secolo e un partecipante chiave nella rivoluzione russa. Dopo la rivoluzione di febbraio del 1917 condivise il potere con i partiti liberali, socialdemocratici e altri socialisti all'interno del governo provvisorio russo. Nel novembre 1917 ottenne una pluralità di voti nazionali nelle prime elezioni democratiche della Russia (dell'Assemblea costituente panrussa) ma a quel punto i soviet controllavano il paese e i bolscevichi furono in grado di manovrare ed eliminare gli altri partiti all'interno dei soviet compresi i socialisti rivoluzionari, prendendo il potere, scatenando la guerra civile russa e la successiva persecuzione.
L'ideologia del partito è stata costruita sulle fondamenta filosofiche del movimento narodnik - populista russo degli anni 1860-1870 e la sua visione del mondo sviluppata principalmente da Aleksandr Gercen e Pëtr Lavrov. Dopo un periodo di declino ed emarginazione negli anni 1880, la scuola di pensiero populista/narodnik sul cambiamento sociale in Russia fu ripresa e sostanzialmente modificata da un gruppo di scrittori e attivisti conosciuti come "neonarodniki" (neo-populisti), in particolare Viktor Černov. La loro principale innovazione era un rinnovato dialogo con il marxismo e l'integrazione di alcuni dei concetti chiave marxisti nel loro pensiero e pratica. In questo modo, con lo slancio economico e l'industrializzazione in Russia nel 1890, tentarono di ampliare il loro appello per attrarre la forza lavoro urbana in rapida crescita al loro programma tradizionalmente orientato ai contadini. L'intenzione era quella di ampliare il concetto di "popolo" in modo che comprendesse tutti gli elementi della società che si opponevano al regime zarista.
Il programma del partito era sia di natura socialista che democratica; raccolse molto sostegno tra i contadini rurali russi, che in particolare sostenevano il loro programma di socializzazione della terra in contrasto con il programma bolscevico di nazionalizzazione della terra - divisione della terra tra gli inquilini contadini piuttosto che collettivizzazione nella gestione statale autoritaria. La loro piattaforma politica differiva da quella dei partiti operai socialdemocratici russi (sia bolscevichi che menscevichi) in quanto non era ufficialmente marxista (sebbene alcuni dei suoi ideologi si considerassero tali); i socialisti rivoluzionari credevano che i "contadini lavoratori", così come il proletariato industriale, fossero entrambe classi rivoluzionarie in Russia, mentre i bolscevichi consideravano esclusivamente rivoluzionario il proletariato industriale. Mentre i socialdemocratici russi definivano l'appartenenza di classe in termini di proprietà dei mezzi di produzione, Černov e altri teorici socialisti rivoluzionari definivano l'appartenenza di classe in termini di estrazione di plusvalore dal lavoro. Secondo la prima definizione, i piccoli agricoltori di sussistenza che non impiegano lavoro salariato sono, in quanto proprietari della loro terra, membri della piccola borghesia; secondo la seconda definizione, possono essere raggruppati con tutti coloro che forniscono, piuttosto che acquistare, forza lavoro, e quindi con il proletariato come parte della "classe operaia". Černov tuttavia considerava il proletariato "l'avanguardia", con i contadini che formavano il "corpo principale" dell'esercito rivoluzionario.